# 科利亞文化
科利亞王國（西班牙語：Reino colla），又称科利亚帝国，是一個由艾馬拉人在的的喀喀湖西北盆地建立的文明。蒂亞瓦納科文化衰亡之後，艾馬拉人在的的喀喀湖周圍及其附近地區創立了12個國家，盤踞於部分科利亞高原的科利亞是其中一個。15世紀中葉，科利亞控制了大量的土地，是其中一個最大的艾馬拉人國家。最終科利亞與其他在該地區的小國被印加第9任皇帝帕查庫特克征服。
印加帝國把原先科利亞帝國及其他文化相近的艾馬拉人國家之地區一律統稱為科利亞蘇尤，亦即「科利亞地區」。而科利亞是地區內最重要的地方。

## 組織
科利亞劃分為兩個行政區（「蘇尤」，克丘亞語和艾馬拉語：suyu）：烏爾科蘇尤（Urcosuyu，Urco指男、火）和烏馬蘇尤（Umasuyu，Uma指女、水）。
首都是哈图恩奎拉（Hatunqulla），字面意思是“偉大的科利亞”，位於普諾以北34公里。它同時是烏爾科蘇尤的首府。烏馬蘇尤的首府是阿桑加羅，地位僅次於哈图恩奎拉。這種二元制政府是安第斯中部社會的特點，當中兩個部分是相輔相成的，但一個仍然統治另一個。以印加為例，他們把帝國和社區分為地位較高的Hanan和相對低一些的Hurin管理。
烏爾科蘇尤轄下城鎮包括哈图恩奎拉、卡拉科托、胡利亞卡、尼卡西奧、蘭帕、卡瓦納、卡瓦尼利亞、馬尼亞索、Ullagachi、保卡爾科利亞、卡帕奇卡和科阿塔。
烏馬蘇尤轄下城鎮包括阿桑加羅、阿西略、阿拉帕、阿亞維里、薩曼、塔拉科、Caquijana、丘帕、阿查亞、卡米納卡、卡拉布科、Cancara、莫霍、科尼馬、安科賴梅斯、Huaycho、Huancasi、萬卡內、阿查卡奇和科帕卡瓦納。
此外，烏馬蘇尤科利亞人的領土也包括的的喀喀島（Titicaca Island），西班牙傳教士貝爾納維·托博指出，該島曾經居住著科利亞原住民，與科帕卡瓦納的原住民是同一民族。
科利亞帝國境內有三個民族：艾馬拉人、普奇那人和烏魯族（部分烏魯族講普奇那語而其他人則講烏魯語）。原住民貴族瓜曼·波馬清楚地分辨每個民族，把艾馬拉人定義為科利亞人、普奇那人定義為普奇那科利亞人、烏魯族定義為烏魯科利亞人。

## 印加征服
登位十年後，印加皇帝帕查庫特克向玻利維亞高原發起擴張，派遣一群士兵在阿波·孔德·梅塔（Apo Conde Mayta）的指揮下來到科利亞帝國邊境，這支強大的隊伍與科利亞國王奎拉·卡帕克（Qulla Capac）的不相伯仲。帕查庫特克很快就加入了先鋒部隊，進入敵人的土地直到到達維爾卡諾塔（Vilcanota）的基地。
奎拉·卡帕克意識到印加人入侵他的領土，帶同他的軍隊一起前往阿亞維里鎮迎戰。到達這個城鎮後，帕查庫特克意識到不可能有和平的服從，所以一場漫長的戰鬥隨之而來。由於戰鬥持續了一段時間，因為懼怕戰敗，科利亞人退居到安第斯的要塞普卡拉，在那裡他們受到印加人的迫害。在普卡拉進行了第二場戰鬥，不僅印加人取得了勝利，而且還俘虜了強大的奎拉·卡帕克。確保了勝利後，帕查庫特克就去了戰敗國王的故鄉哈图恩奎拉，在那裡他一直待到所有屬下城鎮都服從為止。